# Paul Wegener
Paul Wegener (Arnoldsdorf, 11 de dezembro de 1874 – Berlim, 13 de setembro de 1948) foi um ator, escritor e diretor de cinema alemão conhecido por seu papel pioneiro no cinema expressionista alemão.

## Carreira no teatro e início do cinema
Com 20 anos de idade, Wegener decidiu terminar seus estudos de direito e concentrar-se na atuação, fazendo turnê pelas províncias, antes de ingressar na trupe de atores de Max Reinhardt, em 1906. Em 1912, ele voltou-se para o nascente meio do cinema e apareceu na versão de 1913 de O Estudante de Praga. Foi ao fazer este filme que ele ouviu pela primeira vez a velha lenda judaica do Golem e começou a adaptar a história para filme, co-dirigindo e co-escrevendo o roteiro com Henrik Galeen. Sua primeira versão do conto , Der Golem (1915, hoje perdido), foi um sucesso e firmemente estabeleceu a reputação de Wegener. Em 1917, ele fez uma paródia da história chamada Der Golem und die Tänzerin, mas foi a sua reformulação do conto, Der Golem, wie er in die Welt kam (1920), que se destacou como um dos clássicos do cinema alemão, e ajudou a cimentar o lugar de Wegener na história do cinema.
Outro de seus primeiros filmes foi Der Yoghi (1916), no qual ele interpretou o papel de um iogue e jovem inventor, e que lhe proporcionou a oportunidade para acomodar três de seus interesses, truques de fotografia (ele foi um dos primeiros filmes a apresentar invisibilidade), o sobrenatural e misticismo oriental.

## Anos finais no cinema
Em 1926, ele apareceu em seu único filme de Hollywood, The Magician, de Rex Ingram , no qual ele interpretou o mago inspirado em Aleister Crowley, Oliver Haddo em uma adaptação do conto de Somerset Maugham, seguido por The Strange Case of Captain Ramper em 1927. Em 1928, ele estrelou ao lado de Brigitte Helm em Alraune, do conto de Hanns Heinz Ewers,dirigida por seu antigo colaborador Henrik Galeen, interpretando o Professor ten Brinken.
Em 1932 Wegener fez sua estreia em filmes falados com a comédia de humor negro/filme de terror Unheimliche Geschichten, de Richjard Oswald, em que ele caçoou de si mesmo, assim como de todo o género de filme expressionista.[carece de fontes?]

## Vida sob o regime bazista

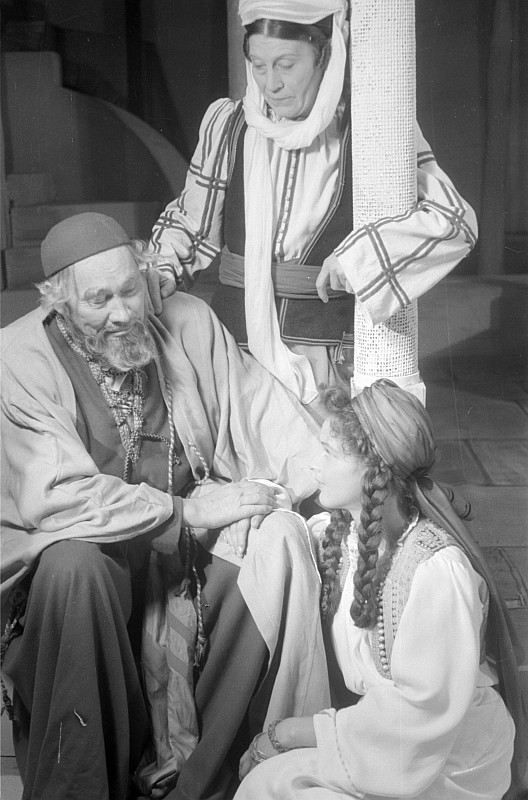
Wegener, no papel de Nathan, o Sábio, com Gerda Müller (de pé) e Agathe Poschmann em Berlim

Quando, em 1933, os Nacional-Socialistas ganharam proeminência política, companhias de teatro foram dissolvidas e muitos atores e diretores foram presos, perseguidos e exilados. No entanto Wegener tornou-se ator de estado e apareceu em filmes de propaganda nazista , como Mein Leben für Irland em 1941 e Kolberg, um filme de propaganda épica de 1944-45 sobre as Guerras Napoleônicas. Na realidade ele tinha uma posição antinazista, doando dinheiro para grupos de resistência, ocultando pessoas vulneráveis em seu apartamento e escrevendo slogans anti-Hitler nas paredes.[carece de fontes?]
Como fim da guerra, Wegener foi um dos primeiros a reconstruir a vida cultural de Berlim. Ele apareceu no papel-título em uma produção de Lessing: "Nathan, o Sábio" no Deutsches Theater em Berlim, em setembro de 1945. Apesar de mal de saúde, ele se tornou presidente de uma organização para melhorar os padrões para os seus habitantes.

## Vida pessoal
Ele foi casado seis vezes, em terceiro lugar e sexto lugar, com a atriz Lyda Salmonova (sua co-estrela em várias ocasiões), que se tornou sua viúva. Sua quarta esposa foi Greta Schröder (anteriormente casada com o dançarino Ernst Matray), que interpretou a protagonista de principal de Nosferatu de F. W. Murnau (1922). O geógrafo Alfred Wegener era seu primo e o físico Prof. Peter P. Wegener, seu filho.

## Final de carreira e morte
O último filme de Wegener foi Der Grosse Mandarim (1948). Em julho de 1948, ele reprisou seu antigo papel como Nathan, o Sábio no Deutschen Theatre, mas na primeira cena ele caiu e a apresentação foi interrompida. Dois meses depois, em 13 de setembro de 1948, ele morreu durante o sono.

## Filmografia selecionada

### Ator
- The Student of Prague (1913)
- The Golem (1915) [Filme perdido]
- The Golem and the Dancing Girl (1917) [Filme perdido]
- Figures of the Night (1920)
- The Golem: How He Came into the World (1920).
- Roswolsky's Mistress (1921)
- Loves of Pharaoh (1922)
- Monna Vanna (1922)
- Lucrezia Borgia (1922)
- The Treasure of Gesine Jacobsen (1923)
- The Island of Tears (1923)
- Living Buddhas (1925)
- The Magician (1926)
- The Strange Case of Captain Ramper (1927)
- Queen of the Boulevards (1927)
- Poor Little Sif (1927)
- Svengali (1927)
- The Weavers (1927)
- Alraune (1928) co-estrelando Brigitte Helm
- Unheimliche Geschichten (1932)
- Marshal Forwards (1932)
- The Secret of Johann Orth (1932)
- Inge and the Millions (1933)
- Twilight (1940)
- The Girl from Fano (1941)
- Diesel (1942)
- Wedding in Barenhof (1942)
- Eyes of Love (1951)

### Diretor
- The Student of Prague (1913)
- The Golem (1915) [Lost film]
- The Golem and the Dancing Girl (1917) [Lost film]
- The Golem: How He Came into the World (1920).
- Augustus the Strong (1936)
- The Hour of Temptation (1936)